# Miriam Steinel
Miriam Steinel (* 14. November 1982 in Bad Aibling) ist eine ehemalige deutsche Eiskunstläuferin.

## Biografie
Miriam Steinel begann als Fünfjährige mit dem Eislauf. Beim Münchener EV wurde sie zur Eistänzerin ausgebildet, ihr erster Partner war Daniel Riedelbauch. Im November 1997 fand sie in dem Russen Vladimir Tsvetkov einen neuen sportlichen Partner. Das für den Münchener EV startende Paar wurde zunächst von Bernard Columberg, dann von Martin Skotnický in Oberstdorf trainiert. Steinel/Zwetkow beendeten im Jahr 2004 die gemeinsame Amateurlaufbahn.

## Erfolge/Ergebnisse

### Juniorenweltmeisterschaften
- 2001 – 5. Rang – Sofia
- 2002 – 4. Rang – Hamar

### Deutsche Meisterschaften
- 2000 – 1. Rang (Junioren)
- 2003 – 2. Rang

### Grand-Prix-Wettbewerbe
- 2002 – 6. Rang – Bofrost Cup, Gelsenkirchen
- 2002 – 7. Rang – Trophée Lalique, Paris

### Andere Wettbewerbe (Junioren)
- 2001 – 1. Rang – SBC Cup, Nagano
- 2001 – 3. Rang – ISU Junior Grand Prix Final, Ayr
- 2002 – 3. Rang – ISU Junior Grand Prix Final, Bled